# Ганс Лоріц
Ганс Лоріц (нім. Hans Loritz; 21 грудня 1895, Аугсбург — 31 січня 1946, Ноймюнстер) — оберфюрер СС, комендант концентраційних таборів Естервеген, Дахау і Заксенгаузен.

## Біографія

### Ранні роки. Перша світова війна
Син офіцера поліції. Після закінчення народної школи вивчився на пекаря і кондитера. Працював підмайстром в Інсбруку, Відні, Будапешті та Берліні.
Восени 1914 року вступив добровольцем в 3-й Баварський піхотний полк, згодом перевівся в авіацію. Служив на Західному фронті, в 1917 році підвищений до унтер-офіцера, був неодноразово поранений. Здійснив 28 вильотів над розташуванням французьких військ. У липні 1918 року був збитий (отримав важкі поранення, а двоє його напарників загинули) і потрапив в полон. Після невдалої спроби втечі був поміщений в одиночну камеру, а потім переведений в робочий табір. Звільнений у лютому (за іншими даними, у вересні) 1920 року.
Служив в поліції Аугсбурга, потім працював в муніципальних службах (контролером і касиром на газовому заводі). Був двічі одружений, мав сина. З 1932 року безробітний.

### Кар'єра в СС
У 1930 році вступив в НСДАП (№ 298 668) і СС. У квітні-грудні 1933 року — комендант 29-го штандарта СС. Потім служив у допоміжній команді СС в Дахау. Після звинувачення в крадіжці грошей з каси табірної їдальні представив прохання про переведення і був призначений комендантом концтабору Естервеген, який очолював з липня 1934 по березень 1936 року. З 1 квітня 1936 по 1 липня 1939 року — комендант концтабору Дахау.
1 липня 1939 року через жорстоке поводження з в'язнями був переведений на посаду командира 35-го штандарта СС в Грац. За допомогою праці в'язнів звів собі розкішну віллу в Санкт-Гільгені. Одночасно з квітня 1940 по вересень 1942 року був комендантом концтабору Заксенгаузен. Винайшов новий спосіб масового умертвіння радянських військовополонених. Привезених військовополонених приводили в приміщення, де наказували роздягтися догола. Потім їх вводили в наступне приміщення, де їх оглядав лікар з СС. Тому, у кого були золоті коронки, ставили над грудей блакитний хрестик. У третьому приміщенні, де нібито розташовувалася ванна, на одній зі стін була щілина, куди можна було просунути ствол пістолета. Коли жертва чекала продовження медичного огляду, один з охоронців вбивав її пострілом в потилицю. Музика з сусіднього приміщення глушила постріли. Там же були зроблені спеціальні кровостоки. Весь процес займав одну хвилину. Таким чином, під керівництвом Лоріца в Заксенгаузені було знищено щонайменше 12 000 радянських військовополонених. Лоріц, однак, був знятий з посади з тієї ж причини, що і в Дахау — звинувачення в корупції (включаючи будівництво за державний рахунок мисливського будиночка, витрати грошей на відгодівлю власних свиней тощо). З вересня 1942 року — вищий начальник СС і поліції оберабшніта «Північ» в Норвегії.
Після закінчення війни був інтернований.

### Смерть
Наклав на себе руки 31 січня 1946, щоб уникнути видачі СРСР.

## Звання[5]
- Унтерштурмфюрер СС (16 листопада 1931)
- Гауптштурмфюрер СС (11 квітня 1932)
- Штурмбаннфюрер СС (23 серпня 1932)
- Оберштурмбаннфюрер СС (15 липня 1933)
- Штандартенфюрер СС (22 березня 1934)
- Оберфюрер СС (15 вересня 1935)

## Нагороди[5]

### Перша світова війна
- Залізний хрест 2-го класу
- Нагрудний знак «За поранення» в золоті

### Міжвоєнний період
- Почесний хрест ветерана війни з мечами
- Кільце «Мертва голова»
- Почесна шпага рейхсфюрера СС

### Друга світова війна
- Хрест Воєнних заслуг 2-го і 1-го класу з мечами